# Nakajima Ki-34
Nakajima Ki-34 là một loại máy bay vận tải hạng nhẹ của Nhật Bản. Mã định danh của quân Đồng minh đặt cho Ki-34 là Thora.

## Quốc gia sử dụng

### Quân sự
Nhật Bản
- Không quân Lục quân Đế quốc Nhật Bản
- Không lực Hải quân Đế quốc Nhật Bản

### Dân sự
Nhật Bản
- Imperial Japanese Airways (Dai Nippon Koku KK)

 Manchukuo
- Manchukuo National Airways

 Mongolia
- Không quân Lục quân Nhân dân Mông Cổ

## Tính năng kỹ chiến thuật (Ki-34)
Dữ liệu lấy từ Japanese Aircraft of the Pacific War; Warbirds Resource Group
Đặc điểm tổng quát
- Kíp lái: 3
- Sức chứa: 8 hành khách
- Chiều dài: 15,30 m (59 ft 2,25 in)
- Sải cánh: 19,81 m (65 ft)
- Chiều cao: 4,15 m (13 ft 7,5 in)
- Diện tích cánh: 49,2 m² (529,6 ft²)
- Trọng lượng rỗng: 3.500 kg (7.716 lb)
- Trọng lượng có tải: 5.250 kg (11.574 lb)
- Động cơ: 2 × Nakajima Kotobuki 2-1, 529 kW (710 hp)  mỗi chiếc

 Hiệu suất bay 
- Vận tốc cực đại: 360 km/h (194 kn, 224 mph)
- Vận tốc hành trình: 310 km/h (167 kn, 193 mph)
- Tầm bay: 1.200 km (648 nmi, 746 mi)
- Trần bay: 7.000 m (22.965 ft)
- Tải trên cánh: 106,7 kg/m² (21,9 lb/ft²)

Trang bị vũ khí

none